# Lisímaco (filho de Ptolemeu II Filadelfo)
Lisímaco foi um filho de Ptolemeu II Filadelfo, assassinado por Sosíbio, ministro de Ptolemeu IV.
Lisímaco era filho de Ptolemeu II Filadelfo e Arsínoe, filha de Lisímaco.
Em 241-240 a.C., durante o reinado do seu irmão Ptolemeu III Evérgeta I, ele foi governador de uma província no Alto Egito.
Segundo Políbio, ele foi o primeiro em uma lista de cinco vítimas  de Sosíbio, um dos dois guardiões de Ptolemeu V Epifânio e um instrumento do mal que permaneceu muito tempo no poder, fazendo mal ao reino. As cinco vítimas de Sosíbio foram: (1) Lisímaco, filho de Ptolemeu II Filadelfo e Arsínoe, filha de Lisímaco (2) Magas, filho de Ptolemeu III Evérgeta e Berenice, filha de Magas de Cirene. (3) Berenice, mãe de Ptolemeu IV Filopátor (4) Cleômenes III, rei de Esparta e (5) Arsínoe III, filha de Berenice.